# Tămâioară
Tămâioară este un vechi soi românesc de struguri. 
O braghină ca jeraticu’, o tămâioară parfumată ca un câmp de flori și un bordeaux insinuant, perfid și alunecos ca un șarpe. 
Frunze… foșnet de frunze mă ispitește ademenitor, acolo unde nu-i loc de supărări… amintiri din copilărie licăresc a zmeură și-a struguri lipovac și tămâioară, a… zâmbetul ei cald și bun, a pită-n cuină și-a * vin la muma, să-ți spun o povastă… *… Lescovița, leagănul copilăriei mele.